# 댄싱퀸 (영화)
《댄싱퀸》은 이석훈 감독의 2012년 상반기에 개봉한 대한민국의 코미디 영화이다. 차기 서울 시장 후보의 아내가 남편 몰래 댄스 가수가 되면서 벌어지는 이야기를 유머러스한 이미지를 연출한 작품으로 꼽힌다.

## 시놉시스
서울 시장 후보의 아내가 댄싱퀸?! 
“혹시 가수 해 볼 생각 없어요?” 
왕년의 신촌 마돈나 정화 앞에 댄스 가수가 될 일생 일대의 기회가 찾아온다. 
하지만 오랜 꿈을 향한 도전의 설렘도 잠시, ‘서울 시장 후보로 출마하게 되었다!’는 남편 정민의 폭탄 선언! 
서울 시장 후보의 부인과 화려한 댄싱퀸즈의 리더 사이에서 남편도 모르는 위험천만, 다이나믹한 이중생활이 시작된다?!

## 등장 인물

### 주연
- 황정민
- 엄정화

### 조연
- 이한위
- 정성화 : 장종찬 역
- 라미란 : 이명애 역
- 이대연 : 강필제 역
- 정규수 : 조명구 역
- 서동원 : 황정철 역
- 오나라 : 라리 역
- 최우리 : 린다 역
- 한수아 : 이브 역
- 이아린 : 도로시 역
- 박사랑 : 황연우 역
- 박정민 : 뽀글이 역
- 여무영 : 민진당 대표 역
- 권병길 : 정화부 역
- 성병숙 : 정화모 역

### 특별 출연
- 이효리 : 슈퍼스타K 심사위원 역
- 길 : 슈퍼스타K 심사위원 역

### 우정 출연
- 마동석 : 게이커플 1 역
- 조달환 : 로드매니저 역

### 카메오
- 김영선 : 정민 모(과거) 역
- 천보근 : 어린 정민 역
- 안은정 : 어린 정화 역
- 손영순 : 철거할머니 역
- 태인호 : 조연출 역
- 최효상 : 최의원 역
- 정아미 : 필제부인 역
- 어성욱 : 방송국스텝 2 역
- 김광현 : 정민친구 1 역
- 박진수 : 게이커플 2 역
- 조연호 : 지하철중년 역
- 조한철 : 녹음실 프로듀서 역
- 박성근 : 방송국 PD 역
- 허정범 : 석훈 역

## 수상
- 2012 제48회 백상예술대상 영화부문 여자 최우수 연기상 엄정화

## 같이 보기
- 부러진 화살